# Dolichopus nubilis
Dolichopus nubilis är en tvåvingeart som beskrevs av Johann Wilhelm Meigen 1824. Dolichopus nubilis ingår i släktet Dolichopus och familjen styltflugor. Inga underarter finns listade i Catalogue of Life.